# Střemošice
Střemošice jsou obec v okrese Chrudim v Pardubickém kraji. Leží zhruba osm kilometrů severovýchodně od Skutče. Žije zde 170 obyvatel. Nad vesnicí se nachází přírodní rezervace Střemošická stráň.

## Historie
První písemná zmínka o Střemošici pochází z roku 1559, kdy vesnice patřila k novohradskému panství.

## Obyvatelstvo
| Rok            | 1869 | 1880 | 1890 | 1900 | 1910 | 1921 | 1930 | 1950 | 1961 | 1970 | 1980 | 1991 | 2001 | 2011 | 2021 |
| -------------- | ---- | ---- | ---- | ---- | ---- | ---- | ---- | ---- | ---- | ---- | ---- | ---- | ---- | ---- | ---- |
| Počet obyvatel | 556  | 504  | 457  | 469  | 521  | 497  | 450  | 376  | 355  | 287  | 267  | 225  | 199  | 169  | 161  |
| Počet domů     | 95   | 98   | 98   | 98   | 100  | 102  | 101  | 103  | 95   | 84   | 76   | 69   | 98   | 94   | 99   |

## Obecní správa

### Části obce
- Střemošice
- Bílý Kůň

### Obecní symboly
Znak a vlajka byly obci uděleny rozhodnutím předsedkyně Poslanecké sněmovny Parlamentu České republiky dne 18. května 2012.

## Pamětihodnosti
- Výklenková kaplička u silnice
- Socha archanděla Michaela
- Socha svatého Václava